# Teenage Dream
Teenage Dream je tretji studijski album pop pevke Katy Perry. Izšel je 30. avgusta leta 2010.

## Seznam pesmi
1. »Teenage Dream« — 3:47
2. »Last Friday Night (T.G.I.F.)« — 3:50
3. »California Gurls« — 3:56
4. »Firework« — 3:47
5. »Peacock« — 3:51
6. »Circle the Drain« — 4:32
7. »The One That Got Away« — 3:47
8. »E.T.« — 3:26
9. »Who Am I Living For?« — 4:08
10. »Pearl« — 4:07
11. »Hummingbird Heartbeat« — 3:32
12. »Not Like the Movies« — 4:01